# 대구월서초등학교
대구월서초등학교는 대한민국 대구광역시 달서구 상인동에 있는 공립 초등학교이다.

## 학교 연혁
- 2005년 12월 15일 : 사립학교 설치조례 의결 (월서초등학교 병설유치원 2학급 포함)
- 2006년 2월 5일 : 후관 건물 준공
- 2006년 3월 1일 : 대구월서초등학교 개교(6학급 17명), 초대 김연경 교장 취임
- 2006년 4월 25일 : 전관 건물 완공
- 2006년 6월 1일 : 식당 및 조리실 개관
- 2007년 11월 22일 : 제1회 졸업식 (졸업생:37명)
- 2008년 2월 21일 : 월서규장각(도서관) 개관
- 2008년 3월 1일 : 교육과학기술부 지정 실험학교 (영어교육)
- 2009년 3월 1일 : 대구교육대학교 교육실습 대용부설초등학교 지정
- 2009년 9월 1일 : 제2대 권기호 교장 취임
- 2011년 2월 16일 : 제5회 졸업식(졸업생 : 338명)
- 2011년 3월 1일 : 제 3대 장수철 교장 취임
- 2011년 3월 1일 : 53학급 편성

## 통학 구역
- 달서구 상인1동 43~44통(상인자이), 45~46통(신일해피트리), 48~50통(상인e편한세상), 51통1반~7반(상인역 KCC 스위첸), 51통8반
- 달서구 월성1동 22통~23통(삼성래미안월성)
- 달서구 진천동 55통~56통(월배역포스코더샵)

## 참고 자료
- 대구월서초등학교 - 한국교육학술정보원 학교알리미